# 张子谦

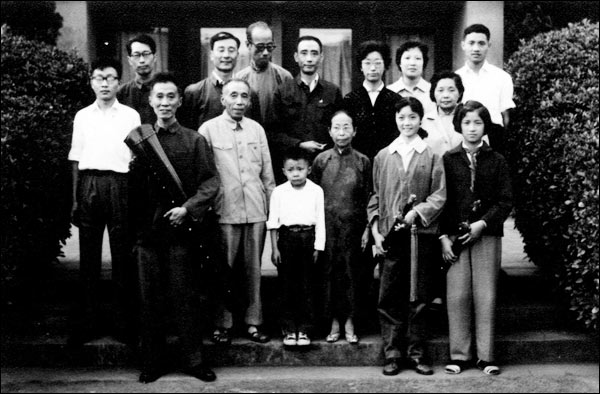
1961年今虞琴社在文藝會堂演出時的合影，前排左二為張子謙，後排左五為姚丙炎

张子谦（1899年10月3日—1991年1月5日），名益昌，字子謙，祖籍江苏仪征，生於揚州。广陵琴派音乐家。善弹《龙翔操》，故得“张龙翔”的称号，與査阜西、彭祉卿並稱“浦東三傑”。

## 生平
張子謙祖籍儀征，光緒二十五年八月廿九（1899年10月3日）出生於揚州東關街的一個富裕家庭，七八歲時父母雙亡，被伯父等親戚養大。1911年師從孫紹陶學習古琴。
1930年代張子謙前往上海浦東的公茂盐栈工作，後來擔任了主任一職18年之久。1934年結識査阜西、彭祉卿， 也曾向査阜西請教古琴技法，後來三人被稱為“浦東三傑”。
1936年他和査阜西等人在蘇州成立了今虞琴社，後來今虞琴社的上海分部“滬社”就開設在張子謙於浦东春江路17号的家中。抗日戰爭爆發之後，原先琴人所用的“回回堂琴弦”斷貨，導致琴人陷入無弦可用的尷尬境地，張子謙便和吳景略等人依古法在1943年試製成“今虞琴弦”。此外，張子謙有感於抗戰期間世事變化多，便持續以日記的型式記錄當時古琴圈及文化界狀況，最終集結成《操縵瑣記》，其內容始自1938年8月21日，終於1963年8月6日。
1956年他加入上海民族樂團，常和孫裕德琴簫合奏，頗為時人稱道。 1958年起到上海音樂學院附中兼課教琴，學生有成公亮、龔榮生、李禹賢等人。 1960年起，開始於上音本科兼課。
和當時上海的琴人姚丙炎、沈草農、吳振平、沈仲章等人交情甚篤。還曾經為了向姚丙炎學「八十四滾拂」〈流水〉（姚丙炎打譜的合參本）而跌斷腿，傳為琴壇佳話。
他雖然是廣陵琴派的代表人物，張子謙本身並不贊成古琴分派的說法，反而認為“海内为一家、南北无二派”，而之所以古琴當時仍有眾多派別是因為古代交通不便之故。
在文化大革命期間許多古琴演奏家都遭到排擠打壓，而張子謙只得離開上海音樂學院，今虞琴社也不得不廢社。1980年復社時，張子謙出任社長。1985年獲聘為上海音樂學院音樂研究所特約研究員。
1988年將近90歲高齡的張子謙因身體欠安，而移居長子张家镇在天津的家中。到達天津的第二天接受天津音樂學院聘請，成為該校的客座教授，在該校任職期間收下最後一個弟子李鳳雲。1991年在天津的家中逝世。

## 音樂風格
- 古琴家谢孝苹談到張子謙的曲風時說：[3]

|  | 张子谦演奏风格清新委婉，节奏明快中跌荡时出，指法上不避偏锋，右手有时疾进至七八徽间，几与左手相遇在毫发间，将广陵派的独特风格发挥得淋漓尽致。 |

- 成公亮則說他的音樂充滿「動感」之美。[12]

## 作品

### 著作
- 《广陵琴学过去及将来》
- 《广陵琴派的沿革和特点》
- 《发掘琴曲<长清>的新得》
- 《七弦琴谱沿革及发展》
- 《七弦琴考源》
- 《琴曲悠悠怀念周总理——听创作琴曲<梅园吟>》
- 《古琴初阶》（與查阜西、沈草农合著）
- 《操缦琐记》

### 唱片
- 《山中思友人》
- 《廣陵琴韻》
- 《张子谦操缦艺术》等

## 外部連結
- YouTube上的張子謙演奏之〈龍翔操〉 （页面存档备份，存于）
- YouTube上的張子謙演奏之〈梅花三弄〉 （页面存档备份，存于）